# Cavall Pinto
El Cavall Pinto és una raça de cavall que prové del cavall àrab.

## Orígens
Va néixer com a "cavall dels indis", sent els "pells-roges" qui van iniciar la seva cria. Aquests buscaven els cavalls més salvatges amb la finalitat de creuar-los amb els cavalls espanyols. Els encreuats amb el cavall American Quarter horse van donar origen al cavall American Paint, molt similar al Pinto, però amb característiques pròpies del cavall American Quarter. El Pinto es cria de forma controlada des del 1930; any en què es va començar a buscar un aspecte homogeni a través de la barreja amb el pura sang anglès i amb el cavall àrab. Podem dir que es tracta d'una raça que encara s'està consolidant i que ha tingut un èxit recent.

## Característiques
El Cavall Pinto és molt similar al cavall àrab, tant per la seva morfologia com pel seu caràcter:
- Alçada de la creu: variable.
- Capa principal: nombrosos colors, sempre tacada.
- Cap petit i aplanat.
- Llarg coll.
- Espatlles robustes.
- Extremitats curtes, però molt fortes.

Només els aficionats als cavalls saben diferenciar un cavall American Paint d'un pinto.